# Mars Sample Return Mission

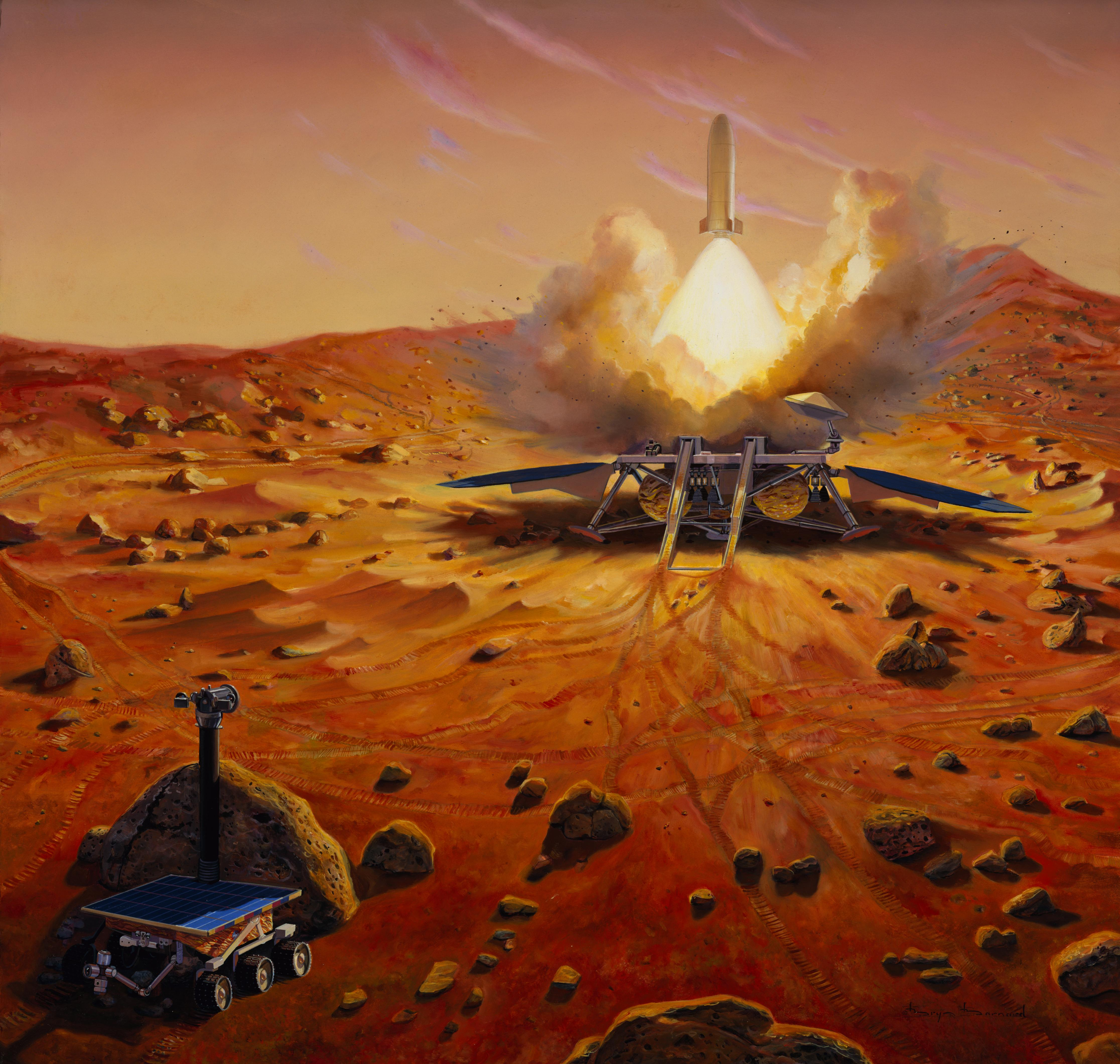
Mars Sample Return Mission (concepte de la NASA).

Una missió de retorn de mostres de Mart (Mars Sample Return Mission o MSR en anglès) seria una missió espacial per recollir mostres de roca i pols de Mart i per tornar-los a la Terra per a l'anàlisi. Una proposta concreta, un projecte conjunt entre la NASA i l'ESA, seria llançat el 2018 amb el retorn de la mostra esperat en el marc temporal 2020-2022.
Segons Louis Friedman, director executiu de la Planetary Society, el retorn de mostres de Mart es refereix sovint per la gent en la comunitat científica planetària com el «sant grial» de les missions espacials robòtiques, per la seva esperada alta rendibilitat científica de la inversió.